# El Barco de Ávila
El Barco de Ávila är en ort i Spanien.   Den ligger i provinsen Provincia de Ávila och regionen Kastilien och Leon, i den centrala delen av landet, 150 km väster om huvudstaden Madrid. El Barco de Ávila ligger 1 019 meter över havet och antalet invånare är 2 415.
Terrängen runt El Barco de Ávila är varierad. Runt El Barco de Ávila är det glesbefolkat, med 8 invånare per kvadratkilometer. El Barco de Ávila är det största samhället i trakten. Omgivningarna runt El Barco de Ávila är huvudsakligen savann.